# Red Sentinel

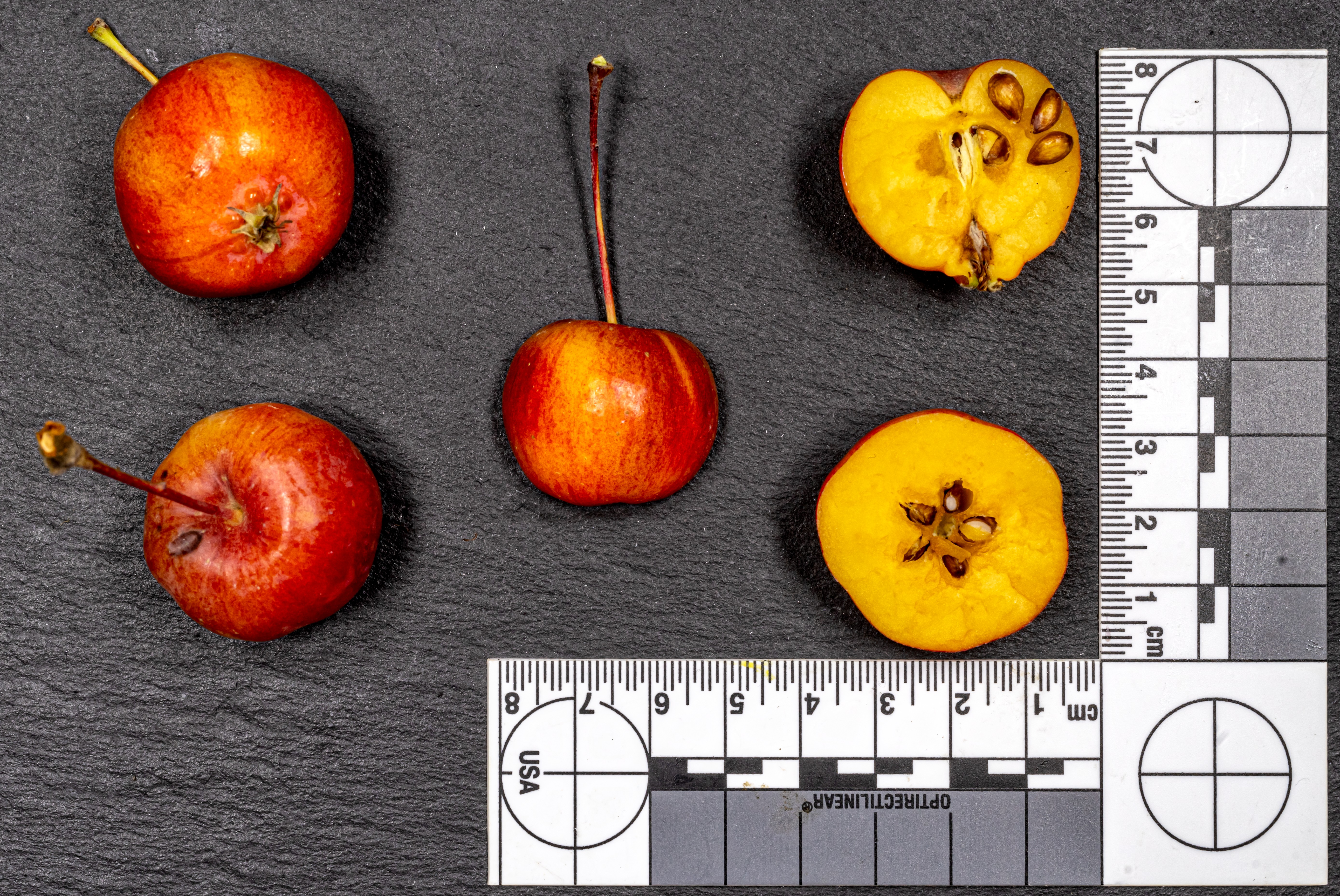
Querschnitte der Früchte

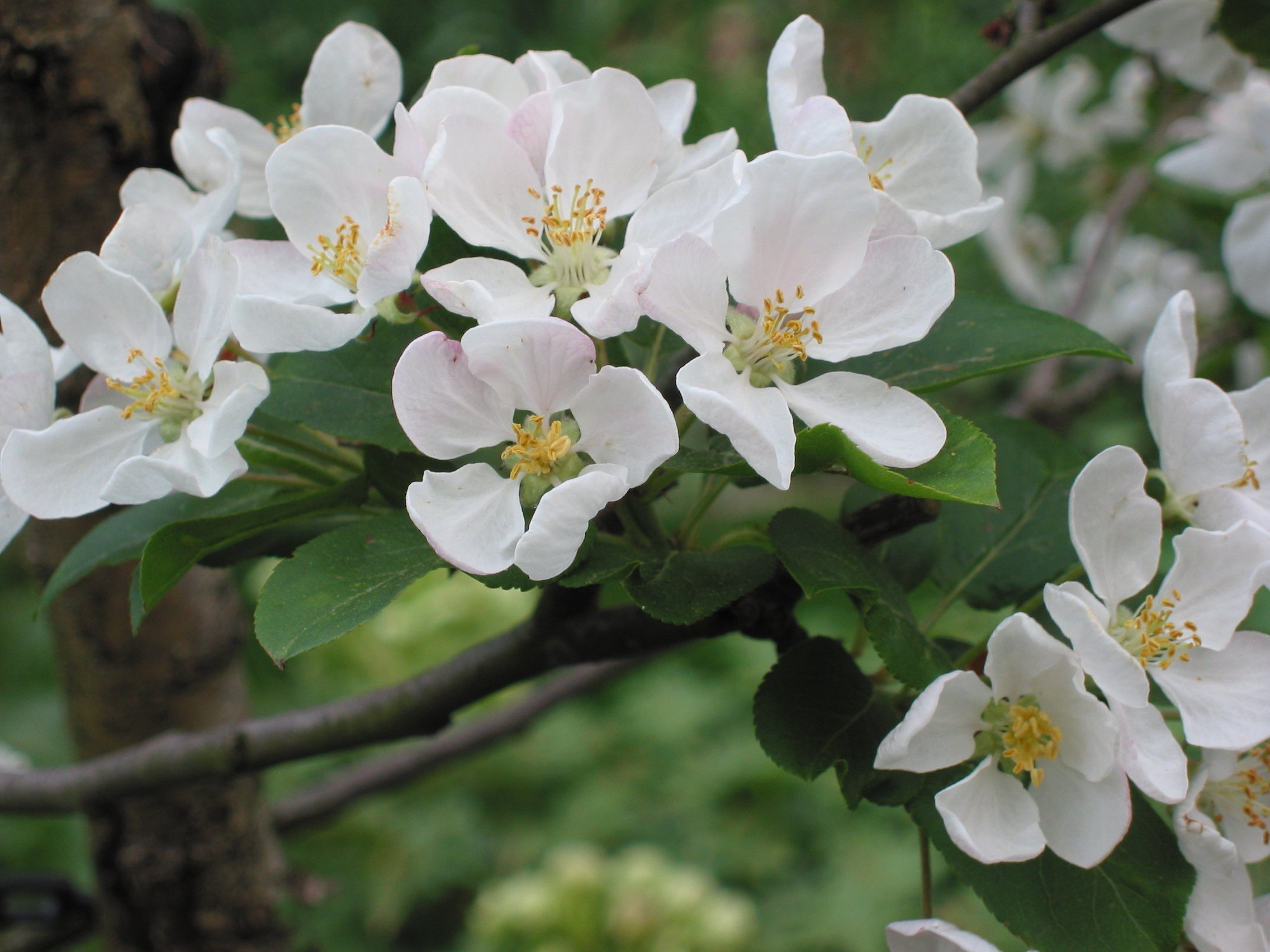
Blüte

Der Red Sentinel (Malus x moerlandsii) ist ein Zierapfel. Charakteristisch für diese Apfelsorte sind die zahlreichen kleinen, rot leuchtenden Früchte im Herbst und Winter.

## Beschreibung
Red Sentinel ist ein Baum mit bis zu sechs Metern Höhe und geringer Schorfanfälligkeit. Er ist auch als Roter Weihnachtsapfel bekannt.
Der Red Sentinel ist selbstbestäubend und benötigt somit keinen weiteren Apfelbaum in seiner Nähe, kann aber durchaus als Pollenspender für andere, nichtselbstbestäubende Sorten eingesetzt werden. Die Blütenfarbe ist weiß mit einem Hauch rosa. Der Baum ist im Frühling dicht mit Blüten besetzt. Seine Früchte, die essbar und durchaus wohlschmeckend sind, erreichen einen Durchmesser von 2 bis 2,5 Zentimetern und sind rot bis orange gefärbt. Diese enthalten sehr viel Pektin und werden daher für die Herstellung von Gelee genutzt. Blütezeit ist von April bis Mai, Erntezeit im Oktober.